# Kopanî, Dubno
Kopanî (în ucraineană Копани) este un sat în comuna Ozereanî din raionul Dubno, regiunea Rivne, Ucraina.

## Demografie
Componența lingvistică a localității Kopanî
     Ucraineană (99,54%)
     Alte limbi (0,46%)
Conform recensământului din 2001, majoritatea populației localității Kopanî era vorbitoare de ucraineană (99,54%), existând în minoritate și vorbitori de alte limbi.